# Bobby (Preis)
Der Bobby ist ein seit 1999 von der Lebenshilfe e. V. verliehener Medienpreis. Er ist benannt nach dem Schauspieler Bobby Brederlow, der ihn als erster erhielt. Gestaltet wurde der Preis bis zum Jahr 2022 von dem Künstler und Designer Markus Wallner in München. Verliehen wird der „Bobby“ einmal jährlich an Menschen, die sich in besonderem Maße für die Belange von Menschen mit Behinderung einsetzen.

## Preisträger
- 1999: Bobby Brederlow – für seine Authentizität im vierteiligen Film Liebe und weitere Katastrophen.[1]
- 2000: Alfred Biolek – für sein langjähriges Engagement für Menschen mit Behinderung.[2]
- 2001: Lindenstraße (Fernsehserie) – für die Thematisierung des Down-Syndroms (Trisomie 21)[3]
- 2002: Peter Radtke – aufgrund seiner Vorkämpferrolle für die Gleichberechtigung[4]
- 2003: Günther Jauch – für seine sensiblen Interviews mit behinderten Menschen und ihren Angehörigen[5]
- 2004: Verrückt nach Paris (Kinofilm) – für die Thematisierung verschiedener Behinderungen[6]
- 2005: Rolf Zuckowski – für sein musikalisches Engagement für Menschen mit Behinderung[7]
- 2006: In Sachen Kaminski (Fernsehfilm) – für sein Plädoyer an das Recht aller Menschen zur freien Entfaltung ihrer Persönlichkeit[8]
- 2007: Guildo Horn – für seine SWR-Talkshow Guildo und seine Gäste[9]
- 2008: Redaktion der ZDF-Sendereihe Menschen – das Magazin[10]
- 2009: Juliana Götze (Schauspielerin mit Down-Syndrom), Michaela May und Edgar Selge für ihre Darstellung in der Folge Rosis Baby der ARD-Serie Polizeiruf 110[11]
- 2010: Willi Lemke für seinen Einsatz zugunsten „behinderter Sportlerinnen und Sportler“[12]
- 2012: Claudia Kleinert für ihren Einsatz als Botschafterin der Lebenshilfe Nordrhein-Westfalen und ihr Eintreten in den Medien für ein selbstbestimmtes Leben von Menschen mit Behinderung[13]
- 2013: Tatort Münster und ChrisTine Urspruch für den humorvollen Umgang des Krimi-Formats mit einem vermeintlichen Defizit.[14]
- 2014: Kai Pflaume und das ARD-Team der Fernsehreihe Zeig mir deine Welt für ein positives und lebensnahes Bild von Menschen mit Behinderung in einer TV-Serie
- 2015: FC Bayern München für seinen Stadion-Aktionstag am Welt-Down-Syndrom-Tag mit dem „Tor des Monats“ in der Halbzeit am 21. März 2015[15]
- 2016: Annette Frier (Schauspielerin) und der WDR-Fernsehfilm Nur eine Handvoll Leben
- 2017: Natalie Dedreux, die das Down-Syndrom hat und die Bundeskanzlerin Angela Merkel in der ARD-Sendung Wahlarena zum Thema Spätabtreibungen befragte
- 2018: Eckart von Hirschhausen[16]
- 2020: Sandra Maischberger und der Fotograf Florian Jaenicke[17]
- 2023: Shari und André Dietz[18]
- 2025: Frank Busemann und der Instagram-Kanal #notjustdown (Marian und Tabea Mewes)[19]